# Antonina Mijal
Antonina Mijal ps. „Tosia” (ur. 17 stycznia 1915 w Warszawie, zm. 9 marca 1986 tamże) – polska lekarka, działaczka społeczna, żołnierz Armii Krajowej, uczestniczka powstania warszawskiego, dama orderów Virtuti Militari, Krzyża Walecznych i Złotego Krzyża Zasługi z Mieczami. Pierwsza żona Władysława Bartoszewskiego.

## Życiorys

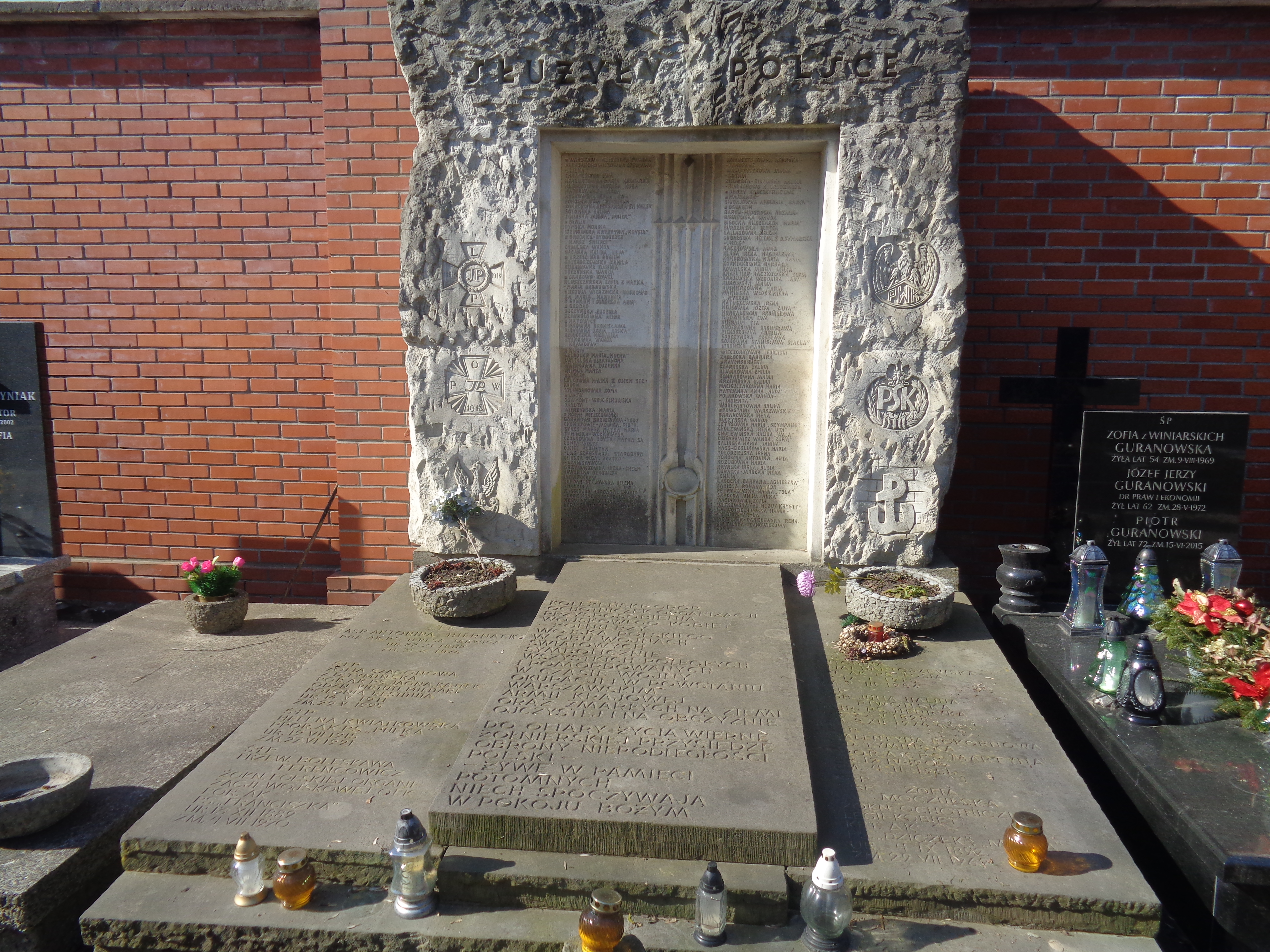
Koleżeński grób członkiń Przysposobienia Wojskowego Kobiet, w którym spoczywa Antonina Mijal. Cmentarz Powązkowski w Warszawie

Urodziła się 17 stycznia 1915 w Warszawie jako córka Tomasza Mijala i Bronisławy z d. Wojtczak. W wieku 18 lat rozpoczęła pracę jako świetliczanka w „Domu Dziewcząt” na warszawskim Kole. Od 1934 aktywna w strukturach Przysposobienia Wojskowego Kobiet. Była m.in. kierowniczką Ośrodka Pracy dla uczestniczek PWK, działającego przy ul. Okopowej w Warszawie. W 1937 ukończyła wyższy kurs instruktorski.
W czasie oblężenia Warszawy we wrześniu 1939 służyła jako sanitariuszka. W listopadzie 1939, dzięki znajomości z dr Zofią Franio ps. „Doktór”, wstąpiła w szeregi konspiracyjnej Służby Zwycięstwu Polski. Początkowo służyła jako łączniczka kpt. Jana Kiwerskiego. Później weszła w skład pierwszego kobiecego patrolu minerskiego, zorganizowanego w marcu 1940 przez Zofię Franio. Wiosną 1940 ukończyła specjalny kurs minerski, po czym zorganizowała własny patrol dywersyjny. Jednocześnie służyła w strukturach Biura Badań Technicznych Wydziału Saperów Komendy Głównej ZWZ/AK, gdzie kierowała działem produkcji. Podległy jej zespół był początkowo odpowiedzialny za wytwarzanie prototypów oraz wzorców sprzętu minerskiego dla celów doświadczalnych i szkoleniowych, później natomiast prowadził produkcję min precyzyjnych, ładunków wybuchowych i środków zapalających na potrzeby warszawskich oddziałów dyspozycyjnych ZWZ/AK. Do obowiązków Mijal należało przy tym nie tylko kierowanie produkcją, lecz także uzgadnianie ilości i rodzaju materiałów potrzebnych na akcję oraz daty i miejsca ich przekazania oddziałom bojowym. Uczestniczyła ponadto w prowadzonej przez BBT działalności szkoleniowej.
Pod koniec 1942 (prawdopodobnie w październiku) zdała dowództwo patrolu i kierowanie pracownią, przechodząc na stanowisko zastępcy dowódcy kobiecego oddziału minerskiego „Doktór”. Na tym stanowisku zastał ją wybuch powstania warszawskiego. W 1944 otrzymała stopień kapitana czasu wojny.
Wzięła udział w kilku znanych akcjach bojowych Armii Krajowej. To ona zmontowała bombę zegarową, która 19 maja 1942 posłużyła do zamachu na kasyno przy al. Szucha. Uczestniczyła w akcji „Wieniec” (7/8 października 1942), podczas której w pobliżu stacji Pyry na trasie Okęcie–Piaseczno dowodzony przez nią patrol wysadził tor pod przejeżdżającą lokomotywą. 3 marca 1943 wraz z ppor. „Lasso” z Kedywu Okręgu Warszawskiego AK nadała na Poczcie Głównej dziewięć paczek zaadresowanych do okupacyjnych urzędów w Warszawie, które zawierały bomby ukryte w pudełkach na cygara. W wyniku ich eksplozji zginęło lub zostało rannych kilku urzędników i funkcjonariuszy niemieckich. Uczestniczyła także w dostarczaniu broni do getta warszawskiego.
W czasie powstania warszawskiego walczyła w Śródmieściu Północnym . Uczestniczyła w produkcji granatów i min, wzięła udział w nieudanej próbie przebicia oddziałów staromiejskich do Śródmieścia. Po upadku powstania opuściła miasto wraz z ludnością cywilną . Zamieszkała w Milanówku, gdzie zaangażowała się w niesienie pomocy wysiedleńcom z Warszawy.
W latach 1942–1944 słuchaczką Prywatnej Szkoły Zawodowej dla Pomocniczego Personelu Sanitarnego doc. Jana Zaorskiego. W 1945 rozpoczęła studia na Wydziale Lekarskim Uniwersytetu Warszawskiego. W tym samym roku została aresztowana przez Urząd Bezpieczeństwa, ostatecznie zwolniono ją jednak po kilku tygodniach. Dyplom lekarza medycyny uzyskała w 1951. W latach 1951–1970 pracowała jako lekarz w Warszawie, Zakopanem i ponownie w stolicy. W listopadzie 1972 wyjechała na ośmiomiesięczny staż do kliniki reumatologicznej w Paryżu. Od 1973 pracowała jako lekarz przemysłowy.
Była jedną z założycielek i wieloletnim sekretarzem Komisji Historii Kobiet w Walce o Niepodległość.
W 1949 poślubiła Władysława Bartoszewskiego. Z ich związku narodził się syn Władysław Teofil (ur. 1955). Małżeństwo zakończyło się rozwodem w 1966.
Zmarła 9 marca 1986 w Warszawie. Spoczęła na cmentarzu Powązkowskim (kwatera 155 pod murem-1-2/3).

## Odznaczenia
- Krzyż Srebrny Orderu Virtuti Militari[1] nr 13443[16]
- Krzyż Walecznych[1]
- Złoty Krzyż Zasługi z Mieczami[1]